# Дъбенска овца
Дъбенска овца е българска порода овце с предназначение добив на вълна.

## Разпространение
Породата е разпространена в частни стопанства в селища намиращи се в Карловското поле. Името ѝ произлиза от село Дъбене, където най-вероятно е селектирана.
Към 2008 г. броят на представителите на породата е бил 3629 индивида.
Рисков статус – уязвима.

## Описание
Животните са средно едри, с приземно и компактно тяло. Главата има изразена клинообразна форма, профилната линия е права, ушите са средно големи и прави. Краката са къси и силни със здрави копита. Опашката е дълга и удебелена в основата. При женските може да се срещнат екземпляри с недобре развити рога. Руното е затворено с изравнена вълна, но се срещат и животни със смесена вълна и косичест строеж. Главата е зарунена до очната линия, а краката са незарунени. Преобладава белият цвят на космената покривка, дължината на вълната е 8 – 14 см.
Овцете са с тегло 38 – 50 kg, а кочовете 65 – 80 kg. Средният настриг на вълна е 2 – 2,5 kg при овцете и 3,5 – 5 kg при кочовете. Раждат по едно, по-рядко по две агнета (плодовитост 112 -120%). Средната млечност за доен период е 55 – 70 l.